# Negoiță Gheorghilaș
Negoiță Gheorghilaș (cunoscut ca Gheorghilaș sau Gheorghelaș) a fost un haiduc din zona munților Buzăului, în perioada 1821–1827.

## Scurt istoric
Gheorghilaș a fost un haiduc din zona munților Buzăului. El a fost pandur în ceata lui Tudor Vladimirescu.
După ce a fugit din ceată, s-a retras în munții Buzăului, în zona muntelui Podul Calului. Fiind originar din comuna Cislău, a colindat împrejurimile, ajungând un stăpân al munților Buzăului în acea perioadă. Baladele populare spun că Gheorghilaș fura de la boierii din Gura Teghii (pe vremea aceea Bâsca Penteleu) și de la boierii din Siriu, și le împărțea țăranilor din satele din apropiere. Balada spune că pe vremea când era în oastea lui Tudor Vladimirescu a avut un stăpân pe nume Macovei, care-l tot maltrata. Macovei era un boier pe care Gheorghilaș nu-l agrea și din această cauză a și intrat în conflict cu el.

## Conflictul cu Macovei
În anul 1827, Gheorghilaș a mers la Nehoiașu, sat în valea Buzăului, la pășunea lui Macovei de la „Fântâna Bradului”, unde l-a întâlnit pe Moș Radu Barbă-sură, păstorul lui Macovei. Gheorghilaș i se plânge acestuia „că a servit șapte ani ca argat al lui Macoveiu, în urmă însă Macoveiu l'a despoiat de totă averea ce o agonisise și acum e silit să umble din perdea în perdea, să adune la pelcele, să se negustorească cu ele, însă dacă ar prinde pe Macoveiu, se scie că ar fi dus între cei vii”.
Auzind amenințarea lui Gheorghilaș,
Barba că i se zbârlea,
Gheorghilaș începe să-si aleagă pelcele (piei de oaie) de la Moș Radu, „pe cele mărunte le aruncă, pe cele mari le alege, când etă că zăresce în fundul stânei pe Macoveiu”. Macovei este găsit în stâna lui Moș Radu, iar balada spune că văzându-l pe Macovei, Gheorghilaș „începe să-l judece, îl prinde de chică, îl învârtesce prin stână, îl lovesce cu măciuca grea de dece ocale și-l silesce se-i înapoieze totă averea luată, în urmă-i răpesce și turmele de oi”.
În final, Macovei este omorât în bătaie de către Gheorghilaș, după care este aruncat de pe o stâncă din apropiere.

## Moartea
Nu se știe sigur cum a murit Gheorghilaș, dar într-una dintre baladele din zonă se spune că imediat după plecarea lui de la stână, la nici cinci minute, îi apare în față o ceată formată din prietenii lui Macovei, care-l omoară cu un glonț în zona toracică.